# NGC 2284
NGC 2284 — четверная звезда в созвездии Близнецы.
Этот объект входит в число перечисленных в оригинальной редакции «Нового общего каталога».
Как считает астроном Гарольд Корвин, объект может быть астеризмом из четырёх звёзд, либо тройной звездой, находящейся в 2' к юго-востоку.